# William Walton Kitchin
William Walton Kitchin, född 9 oktober 1866 i Halifax County, North Carolina, död 9 november 1924 i Scotland Neck, North Carolina, var en amerikansk politiker (demokrat). Han var ledamot av USA:s representanthus 1897–1909 och guvernör i North Carolina 1909–1913.

## Biografi
Kitchin studerade vid Wake Forest College (numera Wake Forest University) och University of North Carolina at Chapel Hill. År 1889 inledde han sin karriär som advokat i Roxboro.
I kongressvalet 1896 blev Kitchin invald i representanthuset. Valåret var synnerligen framgångsrikt för republikanerna i North Carolina; av demokraternas kandidater till USA:s representanthus blev endast Kitchin invald. I representanthuset hörde Kitchin till inkomstskattens förespråkare. I guvernörsvalet 1908 vann Kitchin enkelt mot republikanen J. Elwood Cox. År 1909 avgick Kitchin sedan som kongressledamot och tillträdde som North Carolinas guvernör. Kitchin var emot barnarbete och för antitrustlagstiftning. Utbildning och hälsovård var viktiga profilfrågor för Kitchin som guvernör. Han främjade ändå inte alla medborgares rättigheter på lika villkor utan var en förespråkare för rassegregering. Efter fyra år som guvernör återvände Kitchin till sin advokatpraktik.